# Oblastní nemocnice Trutnov
Oblastní nemocnice Trutnov je krajské zdravotnické zařízení v okresním městě Trutnov v Královéhradeckém kraji.

## Historie
Městská nemocnice Trutnov byla založena roku 1888 a v době založení měla kapacitu 90 lůžek a byla tvořena hlavní budovou a jedním infekčním pavilonem. Roku 1894 se městská nemocnice změnila na okresní a získala kapacitu 130 lůžek. Na přelomu 19. a 20. století byla považována za jednu z nejlepších nemocnic v Čechách. Roku 1936 se hlavní nemocniční budova dočkala velké přístavby. Roku 1964 bylo postaveno RTG a onkologické oddělení. Dalšího významného rozšiřování se trutnovská nemocnice dočkala v 80. a 90. letech 20. století, kdy byly v areálu nemocnice postaveny nové budovy interny, transfuzního a hematologického oddělení a gynekologicko-porodnického oddělení, ale také technické zázemí v podobě velkého stravovacího zařízení, kotelny a prádelny. Po roce 2000 se nemocnice dočkala nové stavby centrálních operačních sálů.
Roku 2003 zahájila činnost společnost Oblastní nemocnice Trutnov, od roku 2007 je akciovou společností a jediným akcionářem je Zdravotnický holding Královéhradeckého kraje.

## Zdravotní péče
Nemocnice zajišťuje zdravotní péči v oborech vnitřního lékařství, pediatrie, neurologie, gynekologie a porodnictví, chirurgie včetně traumatologie, ortopedie a onkologie s radioterapií a rehabilitace. V oblasti intenzivní péče disponuje oddělením ARO, jednotkami intenzivní péče na oddělení interním, chirurgickém a neurologickém. Jsou zajištěny  také obory očního lékařství a ORL a dermatovenerologie se stacionářem. Samostatnou jednotkou je oddělení hemodialýzy.